# Jean-Paul Wenzel
Jean-Paul Wenzel est un dramaturge, metteur en scène, comédien et directeur de théâtre français, né le 13 juillet 1947 à Saint-Étienne (Loire).

## Biographie
Jean-Paul Wenzel a suivi de 1966 à 1969 la formation de l'École supérieure d'art dramatique de Strasbourg.

Il a codirigé avec Olivier Perrier le Théâtre des Îlets - centre dramatique national de Montluçon - région Auvergne-Rhône-Alpes, de son ouverture en 1985 à 2002 avant de créer en 2003 Dorénavant Cie avec la dramaturge Arlette Namiand.

Également dramaturge, il a écrit 19 pièces dont Loin d'Hagondange en 1975, La Fin des Monstres en 1995 ou encore Frangins en 2012.

## Théâtre

### Dramaturge

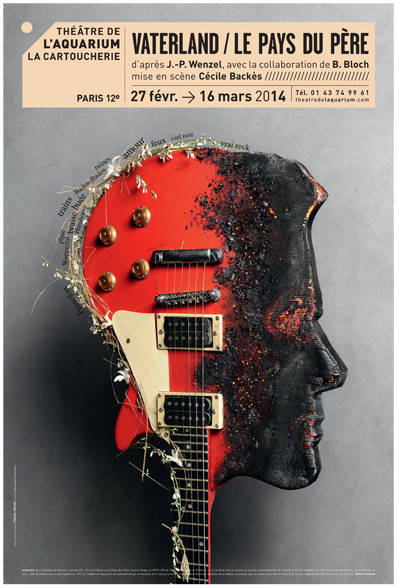
Affiche d'une adaptation de Vater Land, le pays de nos pères en 2014

- Loin d'Hagondange, Stock, Coll. Théâtre ouvert, 1975 ; création Avignon, Chapelle des Pénitents blancs, 1975. Réédition Les Solitaires Intempestifs, 2008, 2012
- Marianne attend le mariage, écrit avec Claudine Fiévet, in Loin d'Hagondange, Stock, Coll. Théâtre ouvert, 1975 ; création Aubervilliers, Théâtre ouvert, 1977
- Dorénavant, inédit, 1978
- Honte à l'humanité, écrit avec Jean-Louis Hourdin et Olivier Perrier, création Théâtre de Gennevilliers, 1980
- Les Incertains, Recherche-action théâtre ouvert, coll. Tapuscrit, Paris, 1978 ; création Paris, Odéon-Théâtre de l'Europe, 1979
- Simple Retour, 1980 ; création France Culture 1980
- Doublages, Albin Michel, 1981 ; création Saint-Denis, Théâtre Gérard-Philipe, 1981
- Vater Land, le pays de nos pères, écrit avec Bernard Bloch, Édition Théâtre Ouvert/Tapuscrits, 1983 ; création Paris, Théâtre de la Tempête, 1983
- Boucherie de nuit, in Cinq auteurs, 5 pièces, Ed. Autrement, 1986 ; création Montluçon, avril 1985
- Mado, in Cinq auteurs, 5 pièces, Ed. Autrement, 1986 ; création Montluçon, avril 1985
- L'Homme de main, inédit, 1987
- La Fin des monstres, L'avant-scène, 1995 ; création Montluçon, Théâtre des Ilets, 1994
- Faire bleu, Les Solitaires intempestifs, 1999 ; création Théâtre de la Commune d'Aubervilliers, 2000
- Six tragédies miniatures (Boucherie de nuit ; L'Ordre de Maya ; Le Sel de la soupe ; Mado ; Un amour en conserve ; Une fleur sur l'autoroute), Besançon, Les Solitaires intempestifs, 2006
- Margot, inédit, 2005
- 5 clés, courtes pièces pour La Comédie (Gaël et Alain ; Une odeur de chapelle ; L'intruse ; Horizon incertain ; La trêve), Lansman / la Comédie de Saint-Étienne, 2006 ; création Lucernaire, Paris 2010
- La Jeune Fille de Cranach, Besançon, Les Solitaires Intempestifs, 2007 ; création Espace Malraux, Chambéry, 2008
- L'Apparition  du kyste, création École supérieure d'art dramatique de Strasbourg, atelier-spectacle Quelle partie de moi-même trompe l'autre, 2009
- Tout un homme, Autrement, coll. Littératures, Paris, 2010 ; création 2012, Dorénavant-Cie, Le Carreau - Scène nationale de Forbach

## Filmographie

### Cinéma
- 1978 : Mémoire commune de Patrick Poidevin : La Mémoire collective
- 1988 : Un médecin des lumières (téléfilm) de René Allio : Le comte
- 1992 : La Vie de bohème d'Aki Kaurismäki : Francis
- 1993 : La Fortune de Gaspard (téléfilm) de Gérard Blain : Père Thomas
- 1994 : Joe & Marie de Tania Stöcklin
- 1988 : Nuits noires (court métrage) de Gisèle Cavali
- 2009 : Bazar de Patricia Plattner : Gilles